# 관덕정 (대구)
관덕정은, 과거 대구읍성의 남문이었던 영남제일문 밖 서남쪽 200보 지점, 행정구역상 주소로는 대구시 중구 계산동 2가 245번지에 위치하고 있던 경상감영의 도시청(都試廳)이었다. 관덕당(觀德堂)으로도 불렸다. 대구 지역에서는 천주교 성지로서 기념되고 있는데, 동학의 교조(敎祖) 최제우(崔濟愚)가 처형된 장소라 하여 천도교 또한 주요 성지의 하나로서 기념한다.

## 개요
관덕정이라는 이름은 이미 고려 시대에 존재했으며, 조선 시대에는 「관덕정」이라는 이름을 가진 전각이 수도 한양을 비롯해 충청도 황간현과 전라도 태인현, 평안도 순안현과 용천군 · 선천군, 강계도호부, 그리고 제주목에도 존재하고 있었다. 「관덕(觀德)」이라는 이름은 《예기(禮記)》 사의(射義)편에 「활쏘기란 진퇴(進退)와 주선(周旋)이 반드시 예(禮)에 맞아야 한다. 마음이 바르고 자세가 곧아야 활과 화살을 잡을 때 안정되고 든든하며, 이런 다음에야 과녁을 맞힐 수 있다. 이것으로서 덕행을 보게 되는(觀德) 것이다(射者所以觀盛德也).」라는 구절에서 유래한 것으로 「활쏘기」를 가리키는 단어로 쓰였다. 이러한 이름에서 보이듯 관덕정은 평시에는 활쏘기를 비롯한 무예를 연습하는 곳으로 쓰였다.
대구에 관덕정이 세워진 것은 조선 영조 25년의 일로, 무과의 하나인 도시(都試)를 행하던 도시청(都試廳)으로서 쓰였다. 관덕당 건물은 평지보다 한 길 높게 흙을 돋운 자리에 지어졌는데, 건물 크기는 약 백 명 정도가 들어앉을 넓이였고 건축 양식은 전형적인 정자 건축 양식으로 단청까지 있었으며, 관덕정의 앞뜰은 수백 명이 들어설 수 있을 정도로 넓었고 앞에 큰 나무가 한 그루 있었다고 한다. 대구 관덕정의 남쪽에는 아미산(娥眉山)이라는 이름의 산이 있었는데, 바위로 덮인 언덕으로서 잡초가 우거진 황무지였다. 이 아미산 아래 전부(지금의 대한적십자병원 일대와 동아쇼핑센터 앞에서 반월당네거리)가 관덕정의 앞마당에 해당하는 곳이었으며, 무과뿐 아니라 세시의 줄다리기도 행해졌다.
관덕정 가장자리(현재의 대한적십자병원 남쪽) 지역은 「관덕정 말랭이」라 불리며, 봉덕동에 있었던 「장대벌」과 비산동 날뫼 뒤에 있던 「꼬부랑개」와 함께 대구 감영의 죄인들을 처형하던 3대 처형장의 하나로 꼽혔다. 임진왜란(1592년) 이후 대구는 국방상의 중요성이 인정되어 1593년 달성(達城)에 처음으로 감영(監營)이 설치되었고, 선조 34년(1601년)에 경상감영을 대구에 설치하기로 확정함에 따라 지금의 포정동에 경상감영이 자리를 잡았다. 이후 대구뿐 아니라 경상도 전역의 죄수들을 다스리는 최고 사법권을 가진 감사(監司)가 주재하기 시작했으며, 당시 그들을 수용하는 감옥은 감영 부근인 서내동(西內洞)에 설치되었다. 죄인의 처형은 관덕정의 앞뜰에서, 혹은 그 앞에 있는 아미산 언덕 기슭에서 이루어졌는데, 중죄인의 경우는 관덕정 앞뜰에서, 잡범의 경우는 아미산 기슭에서 처형하였다고 한다.
특히 조선 후기 천주교가 보급되면서부터 천주교 신자에 대한 처형도 이곳에서 이루어졌는데, 을해박해(1815년)와 정해박해(1827년)라 불리는 사건으로 천주교 신자들이 처형된 이래, 기해박해(1839년)와 병인박해(1866년)에 이르기까지 경상도 지역에서 체포된 천주교 신자는 대구로 이송되어 감영 감옥이 있던 서내동에서, 또는 관덕정 앞의 처형장에서 처형되었다. 병인박해 당시 순교한 프랑스인 신부 다블뤼 안은 당시 신나무골과 대구읍을 가리켜 「그 지방은 매우 작고 의심을 받는 지역으로서 2, 30명밖에는 성사를 집행할 수 없는 공소이다. 그러나 이 지방은 큰 읍내의 작은 핵심이 될 수 있기 때문에 다행한 지방이다. 이 큰 읍은 여러 시기에 걸쳐 순교자들이 많이 난 곳으로 유명하다.」고 서술하였다. 관덕정에서 처형된 조선인 천주교인의 수는 현재까지 밝혀진 바로는 을해박해 때의 7명, 정해 · 기해박해 때의 3명, 병인박해 때의 14명 등 모두 24명이며, 감영 감옥에서 옥사한 순교자는 을해박해 때의 26명, 정해박해 때의 3명, 병인박해 때의 2명 등으로 31명에 달한다.
또한 동학(천도교)의 창시자인 최제우가 처형된 곳으로 알려져 있다. 최제우가 처형된 곳은 지금의 대구시 중구 종로동(덕산동)으로 약령시(藥令市) 앞 덕산시장(염매시장)의 한복판에 해당하는, 현재 계산아파트가 들어선 곳이었다. 도시청으로서의 용도가 사라진 1906년에 대구 유지들이 의연금을 모아 관덕정을 수리하고 경상북도 교원 양성소를 개설했으나 폐교되었고, 일제 시대에는 옛 관덕정의 앞마당 자리에 동문시장의 일부가 옮겨와 「새장터」 또는 「남문시장(南門市場)」으로 불렸으며, 1937년에 남문시장이 현재의 위치로 옮겨간 뒤 지금의 모습으로 개발되기 시작하였다.
최제우의 처형장이었던 연고에 따라 천주교 성지로서 알려지기 전에는 천도교에서 이곳을 성지로서 기념하였는데, 당시 구암(龜菴) 김연국(金演國)이 백방으로 고증한 뒤에 이 관덕당을 성지로서 기념하기 위해 건물을 사들였으며, 김연국의 아들인 김덕경 · 김도경이 「상제교(上帝敎)」라는 간판까지 여기에 달았으며 해방 후에는 시천교의 대구지부 사무실로도 쓰였다고 한다. 그러나 해방 뒤에는 관덕정이라는 건물 자체가 완전히 헐려 버렸다.

## 천주교 성지 · 순교 기념관
관덕정이 천주교의 순교 성지로서 정비되기 시작한 것은 병인박해 때 천주교인으로서 처형되었던 이윤일(세례명: 요한)이 시성(諡聖)되면서부터였다. 천주교 대구대교구는 한국 천주교 전래 200주년을 맞아 천주교 성지 개발의 첫 사업으로서, 과거 대구 지역에서 천주교인들이 처형되었던 관덕정 처형장으로서 고증된 대한적십자병원 옆 부지 155평을 확보한 뒤 1985년부터 1990년까지 공사가 이루어지고 1991년 1월 20일 「관덕정 경당 축복 및 이윤일 성인유해 이전 봉안식」을 거쳐 5월 31일, 지금의 관덕정순교기념관이 개관하였다. 건물 외양은 한국의 전통적인 단청무늬색채로 된 누각으로 벽은 조선 말기의 보루처럼 네모진 구멍을 냈으며 외벽에는 순교자를 상징하는 돋음새김이 새겨졌다. 내부에는 지하에 경당이 있고 경당 안에는 성 이윤일 요한의 유해가 안치된 돌제대와 영정이 있다. 오른편에는 30여 명에 이르는 조선인 천주교 성인의 유해를 모신 제대가 있다. 경당 맞은편 제1전시장에는 대구대교구의 발전 모습을 담은 사진들이 전시되어 있다.
지상 1층 로비에는 순교자를 상징하는 스테인드 글래스와 함께 조선 말기 대원군에 의해 각지에 세워진 척화비와 당시 형틀로 쓰였던 황새바위가 놓여 있으며, 2층에는 제3전시장, 3층은 제4전시장과 누각으로 꾸며져 이윤일 요한의 일대기와 대구대교구 발전사를 묘사한 스테인드 글래스와, 드망즈 주교와 서정길 주교의 유품이 전시되어 있고, 한역 서학서를 비롯하여 각종 공과책도 전시되어 있다.

## 같이 보기
- 천주교 대구대교구
- 병인박해
- 최제우
- 천진교